# Улутуп
Улутуп (баш. Олотөп) — хутор в Кугарчинском районе Республики Башкортостан Российской Федерации. Входит в состав Юмагузинского сельсовета. 

## География

### Географическое положение
Находится на берегу реки Белой.
Расстояние до:
- районного центра (Мраково): 31 км,
- центра сельсовета (Юмагузино): 1 км,
- ближайшей ж/д станции (Мелеуз): 66 км.

## Население
| 2002 | 2009 | 2010 |
| ---- | ---- | ---- |
| 26   | ↗36  | ↘26  |